# 内村良蔵
内村 良蔵（うちむら りょうぞう、1849年（嘉永2年） - 1910年（明治43年）9月19日）は、明治時代前半期の日本の教育者、文部官僚。旧名公平（きみひら）。東京外国語学校（東京外国語大学の前身）校長を務めた。

## 来歴
嘉永2年（1849年）、米沢藩医内村慶玄の嫡子として米沢元籠町に生まれる。幼名は洋庵。慶応3年（1867年）6月、同藩の平田道策（東助）らとともに慶應義塾に入社したが、江戸の情勢が緊迫すると帰藩を命じられた。戊辰戦争後、米沢で渡辺洪基、樫村清徳から英学を学び、さらに明治2年（1869年）5月頃から東京麻布の藩邸で慶應義塾教員吉田賢輔の指導を受けたのち、同年中に平田とともに大学南校に入学。明治3年（1870年）閏10月に大学少舎長、翌明治4年（1871年）4月に大学中舎長兼大得業生となり、大学南校寄宿舎の英学生徒を監督するとともに変則生徒に英学を教えた。
同年7月に大学が廃され文部省が置かれると9月に文部省九等出仕となった。また岩倉使節団理事官として欧米に派遣される文部大丞田中不二麿の随行を命じられ、11月に横浜を出港。英国の学事調査を担当し、明治6年（1873年）に帰国した。
帰国後は同年中に文部省七等出仕まで進み、翌明治7年（1874年）6月に文部省六等出仕、明治9年（1876年）2月に文部少丞となった。この間、外務省から明治6年5月に移管された外国語学所の学長を経て同年10月に本省の学校課長となり、11月からは会計課長を務めた。また、明治7年10月から11月まで宮城外国語学校長心得を、明治9年4月から12月まで東京博物館長事務取扱を、12月から翌年1月まで同館御用掛を、同1月から2月まで教育博物館御用掛を兼務している。明治10年（1877年）1月、東京外国語学校長に転じ、明治18年（1885年）9月に東京外国語学校が東京商業学校に併合されると文部権大書記官に就任。本省学務二局勤務となり東京商業学校御用掛を兼務したが、同年12月に非職となった。
退官後は本郷で金貸しを経営。晩年は駒込に広大な邸宅を構え、那須・葉山などに別荘を所有したという。明治43年（1910年）9月19日、病により享年63で死去。墓所は東京都文京区本駒込の吉祥寺にある。

## 親族
- 祖父：良英（1804 -）[1][14]
  - 実父：慶玄 - 別名・良庵。米沢藩医。適塾に学び、さらに長崎に遊学して蘭方医学を修めたが、良蔵が幼いうちに病没[14]。
  - 義父：源蔵 - 米沢藩士関谷権兵衛（正則）の三男。寡婦となっていた良蔵の母・運子のもとに入夫して分家し、良蔵の長女・政子を養女とした[14]。
  - 母：運子[14]
    - 義弟：達次郎（1868 - 1946） - 農商務官僚、弁理士。源蔵の養子で、源蔵の養女・政子と婚姻ののち分家の家督を継いだ。実父は米沢藩士柿崎家教。長男・良二は昭和医科大学（昭和大学の前身）学長を務めた医学者、三男・省三は内科医、長女・テルは実業家千野健彦夫人、四男・酉は海軍軍人小田切延寿の養子[14][15][16]。
- 先妻：末子 - 米沢藩医伊東昇廸の娘で、平田東助の実妹。良蔵と離婚ののち伊東猪之吉と再婚[1][17]。
  - 長女：政子（1869 -） - 義祖父・源蔵の養女となり、源蔵の養子・達次郎と婚姻[14][16]。
- 後妻：歌子[1]
  - 長男：鹿郎[1]
  - 息子：三樹[18]
  - 息子：高梧[18]
  - 娘：シゲ（1876 -） - 医師鳥居春洋の後妻。春洋の長男・武雄は医学博士で、明治病院、国立沼津病院、国立静岡病院、国立熱海病院各院長を歴任。次男・文雄も医学博士、長女・スガは応用化学者高松豊吉長男・誠夫人、三女・治は医師堀内亮一次男・勝雄夫人[19]。

## 著作
- 「贓贖金ヲ以学資ニ充ツル儀内村八等出仕献白書上申」（国立公文書館所蔵 「公文録・明治六年・第五十七巻」）
- 「東京外国語学校年報」（『文部省第五年報附録 第一』）
- 「東京外国語学校年報」（『文部省第六年報附録』）
- 「東京外国語学校年報」（『文部省第七年報附録』）
- 「東京外国語学校第八年報」（『文部省第八年報附録』）
- 「東京外国語学校年報」（『文部省第九年報附録』）
- 「東京外国語学校第十年報」（『文部省第十年報附録』）
- 「東京外国語学校第拾一年報」（『文部省第十一年報附録』）
- 「東京外国語学校第十二年報」（『文部省第十二年報附録』）